# Аканские языки
Аканские языки — языки собственно аканов. Распространены в центральной и южной Гане. Число говорящих около 8 млн человек (оценка, 1995).
Аканские языки относятся к центральной группе ветви тано языков ква. Состоят из языка аброн(-васа) (около 1 млн говорящих, центральная Гана) и диалектного кластера чви-фанти, за которым в последнее время утвердилось название языка акан. Этот язык состоит из диалектных групп фанти (мфантсе, свыше 5 млн человек, побережье Ганы) и чви (тви, около 1,8 млн человек, между аброн и фанти), часто рассматриваемых также как отдельные языки. Под названием чви объединяются диалекты: аквапим (собственно чви), ашанти (асанте), ачем, денчира, акваму и другие.
Ранее термин «акан» употреблялся в научной литературе и в более широком смысле — для обозначения ветви тано (вольта-комоэ) в рамках языковой общности ква, что сохраняется сейчас в названии аканских народов. С другой стороны термин «акан» употреблялся также для обозначения общности 'чви', а 'чви' наоборот для обозначения всего кластера чви-фанти.
Аканские языки характеризует распространённая среди западно-африканских языков гармония гласных по высоте так называемого перекрёстного типа: гласные делятся на 2 серии — высокого и низкого подъёма, причём хотя бы один из гласных низкой серии имеет более высокий подъём, чем самый низкий гласный серии высоких. Для консонантизма характерно отсутствие лабиовелярных согласных и наличие препалатальных ky, gy, hy с огубленными парами tw, dw, hw. В аканских языках представлено 2 ровных тона, имеющих грамматическое и лексическое значение. Аканские языки относятся к типу языков со ступенчатым понижением тона, то есть слоги с высоким тоном в зависимости от места в синтагме последовательно понижают свой тон на одну ступень по сравнению с предшествующим высоким тоном. Имена имеют категории единственного и множественного числа (выражаются изменением именного префикса). Сохранились остатки системы именной классификации, однако система согласования по именным классам утрачена. Для синтаксиса аканских языков (как и для некоторых других языков ква) характерно явление сериализации: ряд глаголов в предложении следуют один за другим в одной и той же видо-временно́й форме, причём субъект и объект обозначены только у первого глагола.